# Roman Czyrkiewicz
Roman Czyrkiewicz (ur. 21 grudnia 1933, zm. 2 września 2008) – polski działacz państwowy i inżynier, wicewojewoda toruński (1985–1990).

## Życiorys
Ukończył magisterskie studia inżynierskie. Działacz Zjednoczonego Stronnictwa Ludowego, wchodził w skład Naczelnego Komitetu (1980–1984) i Głównego Sądu Partyjnego ZSL (1988–1989). Na początku lat 80. był wiceprezesem Wojewódzkiego Związku Kółek i Organizacji Rolniczych w Bydgoszczy. Związany także z Ochotniczą Strażą Pożarną. Od 1 kwietnia 1985 do 30 listopada 1990 zajmował stanowisko wicewojewody toruńskiego.
4 września 2008 pochowany na cmentarzu parafialnym w Osielsku.